# 3958 Комендантов
3958 Комендантов (3958 Komendantov) — астероїд головного поясу, відкритий 10 жовтня 1953 року.
Тіссеранів параметр щодо Юпітера — 3,451.